# Ruperto Eduardo Godoy
Ruperto Eduardo Godoy (San Juan, 13 de marzo de 1953) es un político argentino que se desempeñó como Senador Nacional del Frente para la Victoria por la Provincia de San Juan (2011-2017). Bisnieto de Ruperto Godoy, miembro del Congreso que sancionó la Constitución Argentina de 1853 y gobernador de San Juan en 1869. 
Integró las comisiones de Economía Nacional e Inversión; Presupuesto y Hacienda; Relaciones Exteriores y Culto: Coparticipación Federal de Impuestos; Legislación General; Ciencia y Tecnología; Economías Regionales, Micro, Pequeña y Mediana Empresa; Parlamentaria Conjunta Argentino-Chilena (Ley 23.172) y del Parlamento Del Mercosur (Ley 26.146) de la Cámara de Senadores de la Nación Argentina
Fue Diputado Nacional por dos períodos consecutivos (2003-2007 y 2007-2011), donde se desempeñó como Presidente de la Comisión de Relaciones Exteriores y Culto (2007-2009) y luego como Vicepresidente de dicho cuerpo (2010-2011), rol que le ha valido un fluido relacionamiento con la Cancillería Argentina, representantes de otros Estados, organismos internacionales e instancias supranacionales. 
Fue designado como Parlamentario del MERCOSUR en representación de la Argentina (2007-2011 y 2012-2013).
Asimismo, tiene una importante presencia en la política local de San Juan, provincia a la que representa en la cámara alta y en la que ha tenido una importante trayectoria en la función pública. Fue Diputado Provincial (1995-1999), miembro de la comisión de Elaboración de la Ley General de Educación provincial, ministro de Gobierno (1992-1994), secretario de Gobierno y Justicia (1991-1992) y asesor del Consejo Deliberante de la Municipalidad de la capital sanjuanina (1983- 1985).
Ha sido integrante de la Mesa de Conducción del Bloque Frente para la Victoria - PJ y uno de los fundadores de la Corriente Peronista Federal. Hoy integra la mesa nacional de la Corriente Nacional de la Militancia.
Cursó algunos años de la carrera de Abogacía en la Universidad Católica de Cuyo (San Juan) y realizó diversos cursos, seminarios y congresos nacionales e internacionales vinculados a la gestión pública y la relación Estado-sociedad.
Ha publicado diversos artículos sobre temas inherentes a la vida nacional y provincial en medios provinciales y nacionales.